# 皇家武裝部隊體育會
皇家武裝部隊體育會（AS-FAR Club）是摩洛哥的职业足球俱乐部，位于摩洛哥首都拉巴特。
俱乐部创建于摩洛哥取得独立不久后的1958年，是摩洛哥国内最著名的足球俱乐部之一，球队队名FAR为法语的缩写，中文含义为皇家武装力量，球队主体育场为穆莱·阿布德拉赫（Stade Moulay Abdellah）。

## 球队荣誉
- 摩洛哥足球甲级联赛
  - 冠军 : 1960-61, 1961-62, 1962-63, 1963-64, 1966-67, 1967-68, 1969-70, 1983-84, 1986-87, 1988-89, 2004-05, 2007-08, 2022-23

- 摩洛哥杯
  - 冠军 : 1959, 1971, 1984, 1985, 1986, 1999, 2003, 2004, 2007, 2008، 2009, 2020

- 非洲冠军联赛
  - 冠军 : 1985

- 非洲联合会杯
  - 冠军 : 2005